# The Boys
The Boys е песен на американската рапърка Ники Минаж с участието на Каси. Авторът на песента е канадската певица Анджули.

## Видео
На 22 септември 2012 г. Ники Минаж почна да заснема клипа към песента. На 3 октомври 2012 г. в Twitter Ники написа: „Мисля че ще пусна видео за зад кулисите на The Boys.“На 4 октомври 2012 г. е пуснато видео за зад кулисите на песента, а на 18 октомври 2012 г. Ники пусна видеото.

## Дата на издаване
- Великобритания – 10 септември 2012[5]
- САЩ – 13 септември 2012[6][7]

## Позиции в музикалните класации
- Великобритания (Top 40 R&B Singles – Official Charts Company) – 20[8]